# Bill Anderson (football américain)
Pour les articles homonymes, voir Bill Anderson, William Anderson et Anderson.
(en) Statistiques sur pro-football-reference
Walter William Anderson dit Bill Anderson, né le 13 juillet 1936 à Hendersonville (Caroline du Nord) et mort le 18 avril 2017 à Knoxville (Tennessee), est un joueur américain de football américain évoluant au poste de tight end pour les Redskins de Washington et les Packers de Green Bay entre 1958 et 1966.